# Championnats d'Afrique d'aviron 2013
Navigation
Édition précédente Édition suivante
Les championnats d'Afrique d'aviron 2013, neuvième édition des championnats d'Afrique d'aviron, ont lieu du 1er au 14 octobre 2013 à Tunis, en Tunisie,.

## Nations participantes
19 nations participent à la compétition :
- Algérie
- Angola
- Botswana
- Cameroun
- Côte d'Ivoire
- Égypte
- Kenya
- Libye
- Madagascar
- Maroc
- Namibie
- Nigeria
- Ouganda
- Sénégal
- Soudan
- Togo
- Tunisie
- Zimbabwe
- Zambie

## Médaillés

### Seniors

#### Hommes
| Épreuves                           | Or                                                                        | Argent                                                                          | Bronze                                                                    |
| ---------------------------------- | ------------------------------------------------------------------------- | ------------------------------------------------------------------------------- | ------------------------------------------------------------------------- |
| Skiff M1x                          | Abd Elkhalek Elbanna (EGY)                                                | Aymen Mejri (TUN)                                                               | Nabil Chiali (ALG)                                                        |
| Skiff poids légers LM1x            | Aymen Mejri (TUN)                                                         | Sid Ali Boudina (ALG)                                                           | Abdelmohsen Massoud (EGY)                                                 |
| Deux de couple M2x                 | Égypte Moustafa Feyala Nour Eldin Younis                                  | Algérie Nabil Chiali Mohamed Abderraouf Djouimai                                | Tunisie Ahmed Kazdoghli Tarek El Ghoul                                    |
| Deux de couple poids légers LM2x   | Algérie Mohamed Ryad Garidi Kamel Aït Daoud                               | Égypte Omar Elsobhy Emira Ebrahim Hamatou                                       | Angola Andre Matias Jean Stork                                            |
| Quatre de couple poids légers LM4x | Algérie Mohamed Ryad Garidi Chaouki Dries Kamel Aït Daoud Sid Ali Boudina | Égypte Omar Elsobhy Emira Ebrahim Hamatou Abdelmohsen Massoud Ahmed Abd Elmagid | Tunisie Abdallah Adouini Mohamed Amine Sassi Bilel Bel Haj Tarek El Ghoul |

#### Femmes
| Épreuves                         | Or                               | Argent                           | Bronze                                        |
| -------------------------------- | -------------------------------- | -------------------------------- | --------------------------------------------- |
| Skiff poids légers LW1x          | Amina Rouba (ALG)                | Fatma Rashed (EGY)               | Nour El Houda Ettaieb (TUN)                   |
| Skiff W1x                        | Micheen Thornycroft (ZIM)        | Racha Soula (TUN)                | Narimane Harzallah (ALG)                      |
| Deux de couple poids légers LW2x | Algérie Nawel Chiali Amina Rouba | Égypte Fatma Rashed Sara Ashraf  | Tunisie Meriem Boubakri Nour El Houda Ettaieb |
| Deux de couple W2x               | Algérie Nawel Chiali Amina Rouba | Tunisie Racha Soula Raja Mansour | Égypte Fatma Rashed Sara Ashraf               |

### Juniors

#### Hommes
| Épreuves              | Or                                                                     | Argent                                                                   | Bronze                                                                 |
| --------------------- | ---------------------------------------------------------------------- | ------------------------------------------------------------------------ | ---------------------------------------------------------------------- |
| Skiff JM1x            | Mohamed Taieb (TUN)                                                    | Mahmoud Qattara (EGY)                                                    | Nazim Belmihoub (ALG)                                                  |
| Deux de pointe JM2-   | Égypte Hussein Aly Hossam Mohamed                                      | Algérie Mohamed Boucif Belhadj Amine Kadi                                | Tunisie Skander Cherni Wael Marzouki                                   |
| Deux de couple JM2x   | Tunisie Mohamed Taieb Bilel Bel Haj                                    | Égypte Ehab Shaeer Abd Elrahman Saloma                                   | Algérie Othmane Taleb Anis Ait Daoud                                   |
| Quatre de couple JM4x | Algérie Mohamed Boucif Belhadj Amine Kadi Othmane Taleb Anis Ait Daoud | Tunisie Abdallah Adouini Mohamed Amine Sassi Bilel Bel Haj Mohamed Taieb | Égypte Ehab Shaeer Abd Elrahman Saloma Omar Mahmoud Mohamed Nour Eldin |

#### Femmes
| Épreuves            | Or                                          | Argent                                | Bronze                              |
| ------------------- | ------------------------------------------- | ------------------------------------- | ----------------------------------- |
| Skiff JW1x          | Khadija Krimi (TUN)                         | Esraa Ibrahim (EGY)                   | Nadia Gadiri (ALG)                  |
| Deux de pointe JW2- | Égypte Alaa Mohamed Basma Mahmoud           | Tunisie Meriem Boubakri Linda Ftaimia | Non attribuée                       |
| Deux de couple JW2x | Tunisie Khadija Krimi Nour El Houda Ettaieb | Égypte Basma Mahmoud Esraa Ibrahim    | Algérie Radia Boudhir Thiziri Douki |